# Tarte en quemeu
La tarte en quemeu est une tarte à la crème et ancienne spécialité culinaire de Chaumont en Haute-Marne, cuisinée jusqu'au milieu du XIXe siècle lors de carnaval ou de la fête patronale. Sa préparation a depuis évolué et peut se faire avec du fromage de Langres.

## Étymologie et prononciation
Le nom de quemeu vient du patois local et signifierait « écume » selon le Dr Guillaume de la Société d'histoire, d'archéologie et des beaux-arts de Chaumont, de par le fait qu'« écume » se prononce cueume en patois de Clairvaux. Ici le eu final fait partie de ces e muets prononcés en patois. Néanmoins, il faut mettre un accent tonique sur la première syllabe. Ainsi, quemeu se prononce « queûmeu » et non « q'meu ». Le terme de quemeu peut se rapprocher de spécialités des localités avoisinantes : en Bourgogne, la tarte au quemeau, ou cion (çion, shion, chion, scion) est une tarte au fromage blanc sucrée de la Bresse louhannaise ; en Franche-Comté, la tarte au goumeau (appelée aussi commeau, kemeau, gomeau) dont la composition peut varier est généralement constituée d’œufs et de crème ou de beurre.

## Origine et évolution
Cette recette remonte au XIIIe siècle ou XIVe siècle. Traditionnellement, la tarte en quemeu est cuisinée le jeudi du carnaval ou lors de la fête patronale de Chaumont afin de fêter Tante Françage, qui représente les membres de la famille étrangers à la localité,.
Un couplet d'une chanson populaire témoigne :
| Texte original Tu vanrai (bis) Ai lai fête de Chaumon, Mai tante Françage Tu serai ben âge : Tu moingerai du beu (bis) Et de lai taite en quemeu; Mai tante Françage, Tu serai ben âge. | Traduction littérale Tu viendras (bis) A la fête de Chaumont, Ma tante Françoise Tu seras bien aise : Tu mangeras du bœuf (bis) Et de la tarte en quemeu; Ma tante Françoise, Tu seras bien aise. |

Cependant, depuis le milieu du XIXe siècle, la coutume a disparu. En 1887, Arthur Daguin définit le quemeu comme « une espèce de crème, faite de lait, d’œufs et de farine, recouvrant une tarte » et dans laquelle « on y ajoute souvent du sucre ou des amandes ». Cette tarte se présente aujourd'hui de deux façons : l'une avec un quemeu jaune, constitué d’œufs, de lait, de sucre avec ou sans crème, et parfois avec une purée de potiron ; l'autre avec un quemeu blanc se présentant comme une tarte à base de fromage frais de Langres. En outre, le Larousse gastronomique sorti en 1996 et sa nouvelle édition anglaise de 2018 assimilent la tarte en quemeu à la tarte au quemeau géographiquement associé à la Franche-Comté avec une composition d’œufs battus, sucre, lait et crème,.
Organisée annuellement dans le faubourg de Brevoines à Langres depuis sa première édition le 11 septembre 1982 jusqu'à sa dernière le 9 septembre 2001, la « fête du quemeu » est un événement créé par l'association des Amis de Notre-Dame de Brevoines afin de financer les travaux de restauration de l'église du faubourg. Cette dernière se tient lors de la fête patronale le 8 septembre, ou le dimanche suivant, et plus d'une centaine de tartes salées ou sucrées y sont chaque année vendue au public. Depuis lors, la tradition perdure au sein du vide-grenier « Brevoines en fête » établi à la même période.
En 2018, 11 % des Français parviennent à associer la tarte en quemeu à la région Grand Est,.